# Рашко Атанасов
Рашка Атанасов (болг. Рашко Атанасов; 13 серпня 1885, Велико-Тирново — 1 лютого 1945, Софія) — болгарський військовий діяч у часи царя Бориса ІІІ. Генерал-майор.
Також спортист, голова Болгарського Олімпійського Комітету.

## Біографія
Народився 13 серпня 1885 у Велико-Тирново. Вступив на військову службу 8 вересня 1900. 2 серпня 1905 закінчив Військову школу в Софії та отримав звання лейтенанта. З 6 березня 1909 по 7 червня 1910 в запасі.
На початку Балканської війни (1912—1913) був мобілізований і призначений командиром роти, під час Першої світової війни (1915—1918) — командир батальйону 50 піхотного полку і старший помічник 5-ї Дунайської піхотної дивізії. У 1921 закінчив Військову академію, потім викладав у Військовій школі (1921–1923).
У 1935 був звільнений з армії, а в наступні роки займався спортивною діяльністю. Був головою об'єднання «Юнак» з 1935 по 1940 рік і головою БОК з 1941.
Був засуджений до смерті так званим «народним судом», убитий 1 лютого 1945 в Софії.

## Звання
- Лейтенант (15 жовтня 1908)
- Капітан (1 листопада 1913)
- Майор (16 вересня 1917)
- Підполковник (28 серпня 1920)
- Полковник (1 січня 1928)
- Генерал-майор (1 січня 1935)